# Miao Dong
Miao Dong (chinesisch 苗洞, Pinyin Miáo Dòng) ist der nach Volumen und Grundfläche größte bekannte Höhlenraum der Welt. Der Hohlraum ist Teil des Gebihe-Höhlensystems, welches sich im Ziyun-Getu-He-Nationalpark, im Autonomen Kreis Ziyun der Miao und Bouyei in der chinesischen Provinz Guizhou befindet.
Die Höhlenkammer ist 852 Meter lang und 191 Meter breit mit einer Grundfläche von 154.500 m2. Im Jahr 2013 vermaßen Mitglieder einer britischen Expedition den Höhlenraum mittels eines 3-D-Laserscanners.

## Geologie und Formation
Das Höhlensystem entstand vor 600 Millionen Jahren im Karbon und Perm, als sich Kalkstein im Meer bildete und die Landschaft dann im Tertiär langsam aus dem Meer gehoben wurde und erodierte (Karstbildung).